# 645

Xuanzang (602-664)

Het jaar 645 is het 45e jaar in de 7e eeuw volgens de christelijke jaartelling.

## Gebeurtenissen

### Byzantijnse Rijk
- Byzantijns-Arabische Oorlog: Alexandrië – grootste stad van Egypte, een handelscentrum wellicht rijker dan Constantinopel zelf – wordt door de Byzantijnse vloot heroverd. Kort daarna weten de Arabieren de metropool weer in te nemen en beginnen met de bouw van een moslimvloot.

### Azië
- 10 juli - Isshi-incident: Tijdens een ceremoniële samenkomst in het keizerlijk paleis, pleegt een groep samenzweerders onder leiding van prins Naka-no-Ōe, een zoon van keizerin Kōgyoku, een staatsgreep waarbij de heerschappij van de Soga-clan voorgoed wordt beëindigd.
- Kōgyoku doet afstand van de troon ten gunste van haar jongere broer Kōtoku. Hij wordt geïnstalleerd als de 36e keizer van Japan. Tijdens zijn bewind sticht Kōtoku een nieuwe stad in de prefectuur Osaka en maakt het tot hoofdstad.

## Religie
- Xuanzang, Chinese boeddhistische monnik, keert na een 16-jarige pilgrimage naar India terug. Hij wordt in Chang'an met veel ceremonie ontvangen door keizer Tai Zong.

## Geboren
- Ecgfrith, koning van Northumbria (waarschijnlijke datum)
- Hugobert, Frankisch edelman (waarschijnlijke datum)
- Jitō, keizerin van Japan (overleden 703)
- Ursmarus, Frankisch abt en missionaris (of 644)
- Yazid I, Arabisch kalief (overleden 683)